# Каноша (тауншип, Миннесота)
Каноша (англ. Canosia) — тауншип в округе Сент-Луис, Миннесота, США. На 2000 год его население составило 1998 человек.

## География
По данным Бюро переписи населения США площадь тауншипа составляет 92,5 км², из которых 78,0 км² занимает суша, а 14,4 км² — вода (15,60 %).

## Демография
По данным переписи населения 2000 года здесь находились 1998 человек, 751 домохозяйство и 573 семьи.  Плотность населения —  25,6 чел./км².  На территории тауншипа расположено 815 построек со средней плотностью 10,4 построек на один квадратный километр. Расовый состав населения: 97,80 % белых, 0,10 % афроамериканцев, 0,45 % коренных американцев, 0,30 % азиатов, 0,20 % c Тихоокеанских островов и 1,15 % приходится на две или более других рас. Испанцы или латиноамериканцы любой расы составляли 0,25 % от популяции тауншипа.
Из 751 домохозяйства в 35,2 % воспитывались дети до 18 лет, в 67,6 % проживали супружеские пары, в 5,9 % проживали незамужние женщины и в 23,7 % домохозяйств проживали несемейные люди. 20,1 % домохозяйств состояли из одного человека, при том 6,4 % из — одиноких пожилых людей старше 65 лет. Средний размер домохозяйства — 2,66, а семьи — 3,05 человека.
27,0 % населения — младше 18 лет, 5,9 % — в возрасте от 18 до 24 лет, 30,3 % — от 25 до 44, 28,3 % — от 45 до 64, и 8,6 % — старше 65 лет. Средний возраст — 38 лет. На каждые 100 женщин приходилось 97,8 мужчин.  На каждые 100 женщин старше 18 приходилось 101,0 мужчин.
Средний годовой доход домохозяйства составлял 52 813 долларов, а средний годовой доход семьи —  56 741 доллар. Средний доход мужчин —  40 236  долларов, в то время как у женщин — 28 155. Доход на душу населения составил 21 986 долларов. За чертой бедности находились 2,4 % семей и 3,9 % всего населения тауншипа, из которых 4,0 % младше 18 и 7,5 % старше 65 лет.